# Centa Hafenbrädl
Centa Hafenbrädl (* 3. Mai 1894 in Übersee am Chiemsee; † 29. Dezember 1973 in Haar) war eine Münchner Kommunalpolitikerin und Stadträtin.

## Leben
Nach dem Ersten Weltkrieg war sie in verschiedenen Organisationen der freien Wohlfahrt tätig und arbeitete ab 1921 im Sozialministerium als Referentin für Frauenarbeit. Nach dem Zweiten Weltkrieg wurde sie Leiterin der Münchner Nothilfe. 1947 zog sie für die CSU in den Münchner Stadtrat ein, dem sie bis 1970 angehörte.
Sie war Korreferentin im Sozial- und im Personalreferat sowie langjähriges Vorstandsmitglied des Caritas-Verbandes.
Hafenbrädl gehörte dem konservativen Flügel ihrer Partei an. Ihre Politik war vom Einsatz für Sittenstrenge und Moral sowie von striktem Antikommunismus geprägt. So sprach sie sich gegen die Beschäftigung weiblicher Schaffner in der Münchner Straßenbahn aus, weil diese mit den – nach ihrem Verständnis zwangsläufig männlichen – Fahrern kokettieren würden. Auf ihre Initiative erließ der Stadtrat 1956 die erste Sperrbezirksverordnung für die Münchner Innenstadt. Durch dieses später durch den BGH als rechtswidrig aufgehobene Verbot verlagerte sich die Prostitution in Wohngebiete außerhalb der Innenstadt, was zahlreiche Konflikte und Beschwerden auslöste.

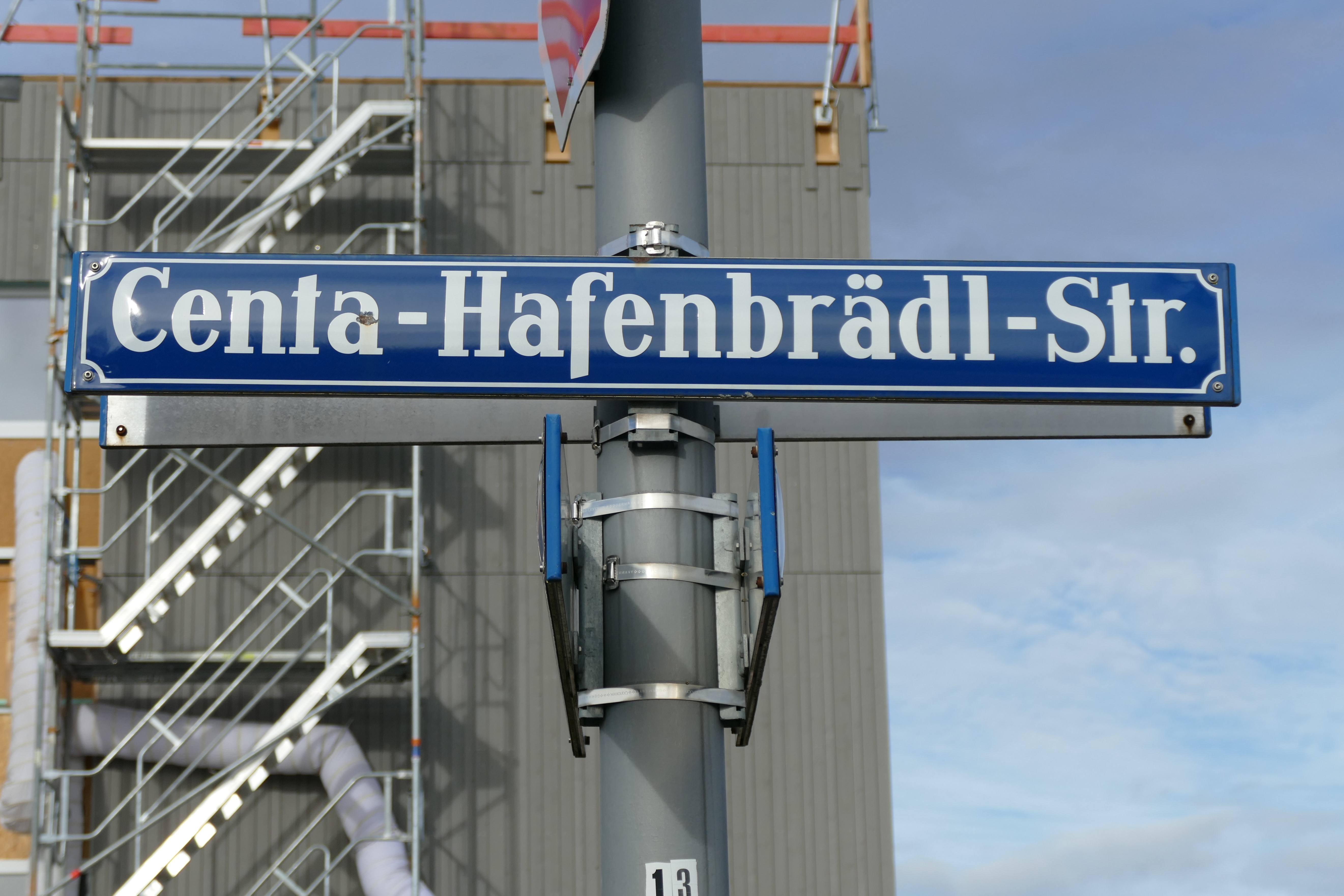
Straßenschild der Centa-Hafenbrädl-Straße in Freiham

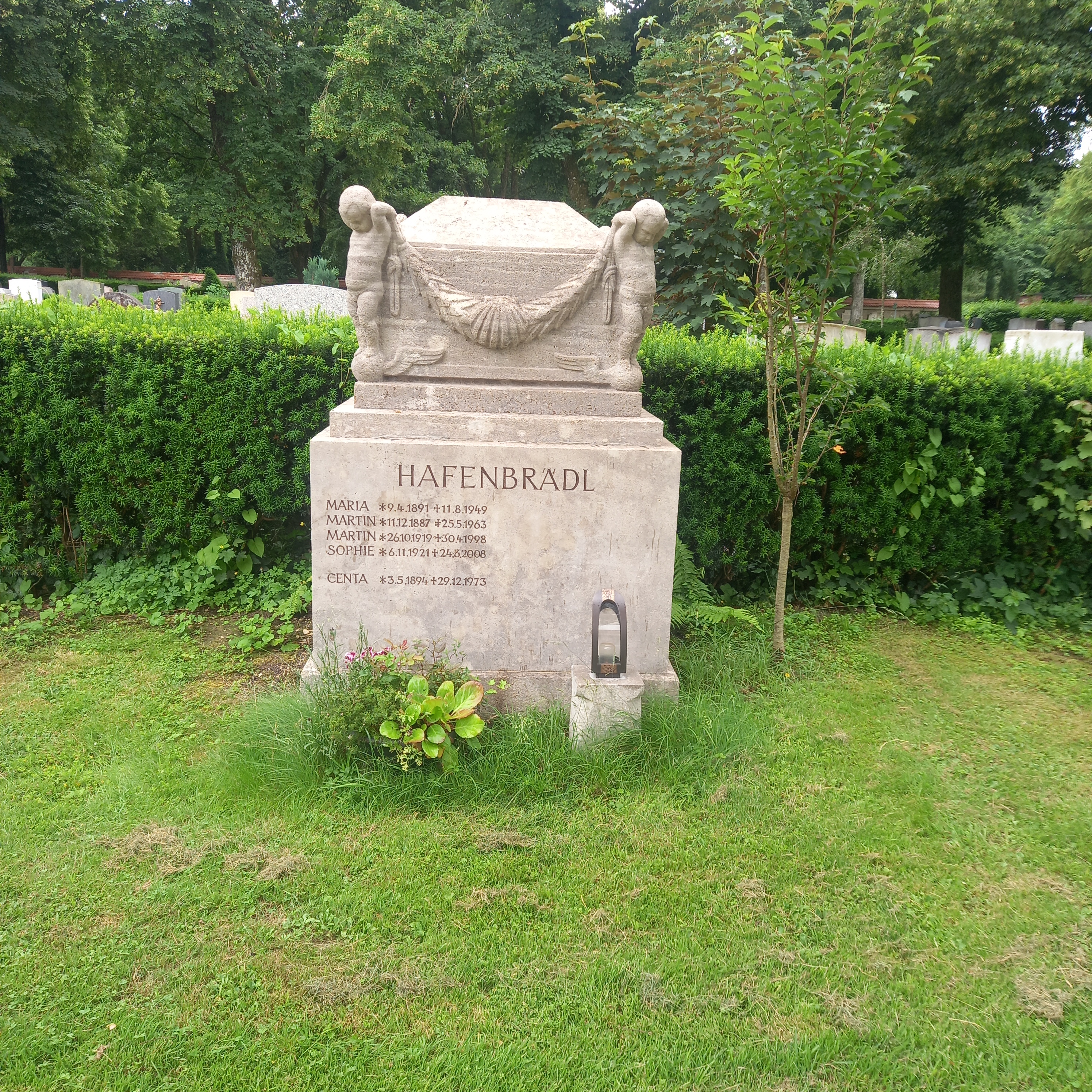
Das Grab von Centa Hafenbrädl auf dem Friedhof Pasing in München

Als 1969 eine Straße nach dem ersten Bayerischen Ministerpräsidenten Kurt Eisner benannt werden sollte, lehnte Hafenbrädl dies u. a. mit der Begründung ab, sie erinnere sich „noch gut“ daran, wie Eisners Truppen ins katholische Leohaus eingedrungen seien und alles zerstört hätten, was tatsächlich nie geschehen war.
Nach Hafenbrädl ist eine Straße im Münchner Stadtteil Freiham benannt.